# Řád svobody (Jugoslávie)
Řád svobody (srbochorvatsky Orden slobode, slovinsky: Red svobode, makedonsky: Орден на слободата) bylo nejvyšší jugoslávské vojenské vyznamenání a po Řádu jugoslávské hvězdy druhé nejvyšší jugoslávské státní vyznamenání. Udílen byl vojenským velitelům větších útvarů za zkušené velení a mimořádnou odvahu jejich jednotek.

## Historie a pravidla udílení
Řád byl založen 12. června 1945. Udílen byl od svého založení prezidiem Antifašistické rady národního osvobození Jugoslávie a od roku 1955 prezidiem Národního shromáždění Jugoslávie velitelům větších útvarů za zkušené velení a mimořádnou odvahu jejich jednotek. Byl udílen jak velitelům pocházejícím z Jugoslávie, tak cizincům. Byl nejméně často udíleným jugoslávským vyznamenáním a do rozpadu Jugoslávie byl od svého založení udělen pouze v sedmi případech. Po rozpadu Jugoslávie byl i nadále udílen prezidentem Svazové republiky Jugoslávie a po jejím rozpadu prezidentem Srbska a Černé Hory. I v této době zůstal nejvyšším vojenským vyznamenáním. Po rozpadu Srbska a Černé Hory byl řád v roce 2006 zrušen.
Výroba prvních tří exemplářů trvala téměř tři roky a první vyznamenání tak bylo uděleno v roce 1947, a to Josipu Titovi. Insignie byly vyráběny podle návrhu jugoslávského sochaře Antuna Augustinčiće v Záhřebu. Antun Augustinčić byl autorem většiny jugoslávských vyznamenání.
Výjimečné bylo udělení řádu Leonidu Brežněvovi, který na udělení řádu trval. A jelikož v té době nebyl zhotoven žádný volný odznak, byl mu předán řád dříve udělený generálu Kostu Nađovi, který následně obdržel nový exemplář.

## Insignie
Řádový odznak o průměru 68 mm měl tvar zlaté pěticípé hvězdy po obvodu osázené diamanty v jejímž středu byla menší hvězda s cípy osázenými rubíny. Uprostřed odznaku byl větší diamant o průměru 6 mm, který byl umístěn ve středu křížení pěti zlatých mečů. Mezi většími cípy hvězdy byly menší paprsky osázené rubíny. Odznak byl vyroben ze zlata a platiny a byl osázen celkem 61 diamanty a 45 rubíny.
Stuha byla červená se žlutými pruhy o šířce 2 mm lemujícími oba okraje. Uprostřed byla připevněna miniatura hvězdy.
Odznak se nosil nalevo na hrudi.

## Držitelé řádu
Řád byl v době trvání Socialistické federativní republiky Jugoslávie udělen v sedmi případech. Po rozpadu federativní republiky byl dvakrát udělen během existence Svazové republiky Jugoslávie.
- Josip Broz Tito, 1947
- Ivan Gošnjak, 1951[4]
- Koča Popović, 1951[4]
- Georgij Konstantinovič Žukov, 1956
- Peko Dapčević, 1973
- Kosta Nađ, 1973
- Leonid Iljič Brežněv, 1976
- Dragoljub Ojdanić, 16. června 1999
- Nebojša Pavković, 16. června 1999